# Gentiana dahurica
Gentiana dahurica är en gentianaväxtart som beskrevs av Fisch.. Gentiana dahurica ingår i släktet gentianor, och familjen gentianaväxter. Utöver nominatformen finns också underarten G. d. campanulata.